# طارق رحمن
طارق رحمن (بالإنجليزية: Tariq Rahman)‏ هو ناقد أدبي وصحفي باكستاني، ولد في 4 فبراير 1949 في بريلي في الهند.